# Knoopvlak

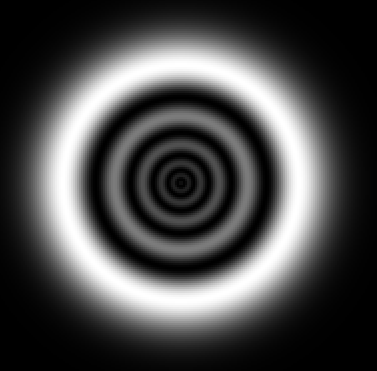
Een doorsnede van berekende atoomorbitalen op het waterstofatoom, lopende van 1s tot 6s, waarbij de sferisch symmetrische knoopvlakken duidelijk te zien zijn.

In de kwantummechanica is een knoopvlak of nodaal vlak een denkbeeldig vlak in een orbitaal waar de waarschijnlijkheid om een elektron aan te treffen nul is. Aan weerszijden van een knoopvlak is het teken van de waarschijnlijkheidsfunctie waarmee het orbitaal beschreven wordt tegengesteld. Algemeen geldt dat naarmate het aantal knoopvlakken van een orbitaal stijgt, ook de energie van een elektron in het betreffende orbitaal groter is.

## Knoopvlakken en elektronenschillen
De kleinste elektronenschil, de K-schil, heeft geen knoopvlakken. Dit betekent dat het orbitaal een bolsymmetrische vorm aanneemt (het 1s-orbitaal). De orbitalen in de tweede schil hebben elk één knoopvlak. Voor het 2s-orbitaal is dit een bol rond de atoomkern, voor de 2p-orbitalen is dat een vlak door de atoomkern. Voor de derde schil is er opnieuw een extra knoopvlak: de 3s-orbitaal heeft een extra knoopvlak onder de vorm van een boloppervlak en de 3p-orbitalen hebben een extra knoopvlak in hun loben. Voor de 3d-orbitalen geldt dat de knoopvlakken elkaar snijden onder een hoek van 90°.
De relatieve eenvoud in de s- en p-orbitalen blijft zich ook in de hogere schillen herhalen, de complexiteit in de d- en f-orbitalen neemt in de hogere schillen slechts toe. Zo zijn er in de f-orbitalen reeds tot 3 knoopvlakken te vinden.

## Knoopvlakken en chemische binding
De knoopvlakken in de atoomorbitalen spelen een belangrijke rol in de binding die de atomen kunnen aangaan. In de beschrijving van moleculaire orbitalen moeten de waarschijnlijkheidsfuncties van de verschillende atomen eerst bij elkaar geteld worden, eventueel met een bepaalde wegingsfactor (een lineaire combinatie van atoomorbitalen). Het wisselen van teken rond een knoopvlak bij slechts een van de atomen leidt tot een lage waarschijnlijkheid om daar een elektron aan te treffen. Een lage waarschijnlijkheid betekent ook slechts weinig bindend vermogen en bijgevolg een zwakke of onstabiele chemische binding.